# Пахари (языки)
Языки пахари (самоназвание: पहाड़ी) — северная группа индоарийских языков, используемых в нижних Гималаях, от Непала до Уттаракханда, Химачал-Прадеша и Джамму и Кашмира на западе.

## Классификация
Пахари делятся на три группы:
- Восточная, содержащая различные диалекты Непали, также известная как Горкхали, Гуркхали, Кхаскура, или Парбатья.
- Центральная, распространена в Уттаракханде, Кумаоне и Гархвале.
- Западная, распространена в Химачал-Прадеше и в Джамму в Джамму и Кашмире.

Хотя нередко языки этих подгрупп относят Хинди или Пенджаби, они ближе один к другому, чем к остальным индийским языкам. В Химачал-Прадеше, Джамму и части окружающих территорий этот язык идентичен языку догри. Оба слова, пахари и догри используются как синонимы. Восточный и западный пахари сливаются с северной зоной индийского, с западным пахари в северо-западной зоне вместе с Пенджби и смежными языками. Различия в Пахари связаны с различиями в культуре, религии и народе. Около 17-20 процентов Джамму и Кашмира говорят на пахари, похожем на пенджаби и хинди.
Это считается диалектами пенджаби или доминирующих языков региона, но это не истинный пахари один из крупнейших языков в истории субконтинента.
Истоки и распространение языка Пахари связано с древнеиндийскими индуистскими государствами Джамму и Кашмира. Когда возник буддизм и распространился в регионе, буддийские проповедники встретили в горах людей, которые общались между собой не на санскрите, тогда буддийские проповедники стали учить его. Так буддисты и достигли успехов в изучении пахари, который тогда был единым языком единого государства. Это был золотой век пахари как единого языка (иногда время его распада считается с 400 до н. э.). Буддисты приспособили язык для проповедей и составили религиозные тексты на нём. Пахари рос и развивался вместе с буддийским царством Кашмира. Когда Ашока покорил Кашмир, он также способствовал развитию языка, подарив ему новый шрифт.
Это была кульминация Пахари как языка. Но вскоре в Индии началось возрождение индуизма, и вместе с падением царств Пахари потерял тех, кому он служил. Вскоре Пахари утратил письменность и литературу, остался языком местных жителей, на котором они общались между собой. Без литературной традиции пахари стал много заимствовать из языков других народов, особенно завоевателей — мусульман и сикхов. В пакистанском Кашмире, где проживало большинство носителей пахари, собралась команда исследователей для решения вопроса о том, является ли пахари отдельным языком или его можно считать диалектом, как например Пенджаби. В 1969 году команда исследователей после долгих исследований пришла к выводу, что пахари — это отдельный язык.
В Непале язык непали — родной для индо-арийского населения «холмов» севернее хребта Махабхарат и до зоны конца произрастания риса на 2500 метров. Родной язык большинства «холмовых народов» высокогорий — тибето-бирманский. Непали отличается от центрального пахари, хотя смешался с ним, и грамматика и словарь, от тибето-бирманмских идиом. Носители центрального и западного пахари не испытали близкого контакта с тибето-бирманскими, поэтому они чисто индо-арийские. Даже народ Бихари заимствовал части этого языка. У этого языка нет единого названия, сами носители называют его Бхарата Кхаскура или как-то ещё. Англоговорящие обычно называют его Непали или Непальский (Nepalese), то есть язык Непала. Кхаскура также называется Горкхали или Гуркхали, язык гуркхов, и Парбатья — язык гор. Палпа — язык близкий к Кхаскура, некоторые выделяют его в отдельный язык.
| Язык                 | Группа             | Примечание                               |
| -------------------- | ------------------ | ---------------------------------------- |
| Гархвали             | Центральный пахари | носители в регионе Гархвал               |
| Кумаони или Кумауни  | Центральный пахари | носители в Кумаоне и в Махакали в Непали |
| Непали               | Восточный пахари   |                                          |
| Догри-кангри (языки) | Западный пахари    | Догри имеет официальный статус           |

## История
Термин «Кхаскура», «разговор кхас», возникшей в западном Непале, где он выделялся из индоарийского «кхас» — наречья рисоводов, живущих вдоль рек. В высокогорьях рис не рос, и горные узлы отделяли бассен Карнали-Бхери от бассейна Гандаки, комплекс тибето-бирманских диалектов, называемых Кхамкура—кхам по-прежнему преобладают среди этнической группы Кхам Магар. Так термин Кхаскура видимо происходит из пары Кхаскура/Кхамкура.
Хотя 500 лет назад первопроходцы кхас двигались на восток, они не стали заселять высокогорья Кама и переселились в бассейн Гандаки. Одна отдельная кхаская семья поселилась в маленьком гуркхском княжестве и правила им поколениями. Из этого рада и происходят Шахи — объединители Непала, так Кхаскура стали зваться горкхали.
Притхви Нараян Шах завоевал богатую и урбанизированную долину Катманду, затем называемую Непал, только до бассейна Гандаки на востоке. Непал стал новой столицей Притхви Нараяна и его наследников, которые продолжили завоёвывать мелкие гималайские княжества одно за другим. Вскоре Непалом стали называть всё государство шахов, а не только долину Катманду. Кхаскура/Горкхали стал новым Лингва-франка, и сам стал называться непали.
Хотя язык Кхасов исчез, этот народ был одним из важнейших арийских племён Гималаев, и он передал своё имя новому наречию,, которое теперь называется «Кхас-кура.» Описанным же способом язык земли Пахари стал формой раджастани, выказывающего следы тоже языка Кхаса/ Кхас которого он поглотил, и также в Непали Тибето-Бирманске форма речи, которая окружала его. (Подробнее в статье Раджастхани и другим по индо-арийским языкам; Пракрит) Кхас-кура показывает больше следов тибето-бирманского влияния. Род существительных только мужской или женский, и, хотя косвенный падеж получен из Раджастани, он часто смешивается с именительным, что в единственном числе также может быть использовано для других. Оба случая — тибето-бирманское влияние, но не-арийские идиомы более известны в глаголах. Неопределённое время отсылается к настоящему, прошедшее или будущие время строится, смотря по контексту, формируется суффиксами субстантивированного глагола к корню основного глагола, что сходно с соседними тибето-бирманскими языками. Также полная безличность почтительных спряжений, что сильно напоминает тибетский, и, в разговорной речи, как и в том языке, субъект любого времени переходного глагола, стоит не только в том же времени что и причастие прошедшего времени, но ставится в агентивный падеж (близок именительному).
|    | Кхас-кура | Кхас-кура | Кумани | Кумани | Кашмири | Кашмири |
| -- | --------- | --------- | ------ | ------ | ------- | ------- |
|    | Мужск     | Женск     | Мужск  | Женск  | Мужск   | Женск   |
| Я  | chu       | chu       | chic   | chu    | thus    | ches    |
| Ты | chas      | ches      | chai   | chi    | chukh   | chekh   |
| Он | cha       | che       | ch     | chi    | chuh    | cheh    |

В восточном и центральном пахари субстантивный глагол формируется корнем ach, как в раджастани и кашмири. В раджастани настоящее время, происходит из санскритского настоящего rcchami, «я иду», не меняет пол. Но в пахари и кашмири это получается из редкой санскритской частице *rcchitas, «ушедший», для этих языков форма времени причастия зависит от пола субъекта. Таким образом, в единственном числе мы имеим: — здесь имеет место реликт старого языка кхаса, который, как было сказано, кажется, был связан с кашмири. Другие реликты кхаса, снова связаны с северо-западной Индией, имеют тенденцию к сокращению долгих гласных, практика эпентезы, или изменения гласных на тот, который следует в следующем слоге, и частое возникновение дисаспирации. Таким образом кхаское сикну, кумаунийское сикно, но хиндийское сикхна, учиться; кумаунийское yeso, множественное число yasa, такого рода.
О западном пахари нет полных данных. Носители не вступали в контакт с тибето-бирманцами, и следовательно нет тибето-бирманских следов. Зато есть заки влияния северо-западных языков, как и следовало ожидать. В некоторых диалектах (Чурахи) эпентеза выражена кхата, поедать, папоротник, khaiti. Очень интересно смешанное происхождение предлогов в различных падежах. Таким образом, хотя генетив и раджастанийский, датив строго указывает на запад. Иногда в синдхийском khë. В то же время это jo, где локатив на базе синджхийского генетивного послелога jo. Во всех индоарийских языках, дативный послелог по происхождению локативный и иногда генетивный. В словаре чувствительно влияние северо-западных языковых групп.

### Горные диалекты
Различные диалекты пахари распространены в горах на севере Пакистана, между Кашмиром и Афганистаном, хотя они находятся под большим влиянием урду и пенджаби.
- Кхас-Кура, это самоназвание, известен под различными именами. В английском языке его чаще называют непали или найпали, что неверно, поскольку он не является самой распространённой формой речи в стране. Более того, непальцы используют слова «непали» для обозначения тибето-бирманского невари, который и является официальным языком страны. Кхас-кура также называют горкхали, то есть язык Горкхали или Гуркхали, язык гуркхов, и Парбатья — язык гор. Число носителей в Британской Индии было 143 721 по переписи 1901, большинство из них были солдаты, служившие в гуркхских полках британской армии. В настоящее время Кхас-кура или непали лингва-франка Непала и его часто знают те, кому он не родной.
- Центральный пахари, включает три диалекта — гархвали, в Гархвале и деревнях вокруг горной станции Муссури; джаунсари, в Джаунсаре по пути к Дехра Дан; и кумаони, в Кумауне, включает деревни вокруг горной станции Найни Тал. В 1901 число говорящих было 1 270 931.
- Западный пахари, включает большое число диалектов. В горной станции Шимла их насчитывается 22, самые важные сирмаури и кеонтхали (то есть собственно диалекты Шимлы), были зафиксированы последней переписью. К этому можно добавить чамбиали и чурахи в Чамба, мандели в Манди, химачали в Чамбе и Кангре, кулухи в Куллу и другие. В 1901 общее число говорящих было 1 710 029.

Диалекты всё время меняются, поскольку, несмотря на горы, нет полной изоляции от соседей, поэтому восточные испытывают больше тибетсоке влияние, хотя пахари индоевропейский, а это разные семьи.
В Пакистане носители языка живут в Хайбер-Пахтунхве (например в Абботтабаде), в северной части пакистанского пенджаба — а также через Азад Кашмир.
В Уттаракханде этот язык в разговорной речи называют маври твари (мой и твой).
В Индии многие люди рассматривали вопрос о том является ли западный пахари в Химачал-Прадеше варриантом пенджаби. В Пакистане пахари иногда называют 'дханни или джелуми и в некоторых местах мирпури, и носители пахари и пенджаби понимают друг друга.